# Ланкау
Ланкау (нем. Lankau) — община в Германии, в земле Шлезвиг-Гольштейн.
Входит в состав района Герцогство Лауэнбург. Подчиняется управлению Нуссе.  Население составляет 491 человек (на 31 декабря 2010 года). Занимает площадь 19,12 км².